# Сусаріон
Сусаріон (дав.-гр. Σουσαρίων) — мегарський поет, «батько давньогрецької комедії».

## Біографія
Народився не пізніше 634 року до н. е. в містечку Триподиск (Мегарида). Син Филіна. Набув слави у Мегарах, де жив на початку VI століття до н. е. Одним з перших серед поетів Сусаріон звернув увагу на сценки, що зазвичай розігрувалися селянами під час обжинок. Він надав їм літературної форми — за допомогою віршованих текстів, і перетворив народну забаву на виставу — з акторами і глядачами. Комедії Сусаріона набули популярності серед мегарців, що бачили в героях комедій своїх сучасників, надто учасників запеклої політичної боротьби в державі.
Згодом (між 580 і 570 роками до н. е.) Сусаріон перебрався до Афін, де намагався розвинути жанр, використовуючи місцеві традиції вшанування Діоніса. Однак афіняни, які на відміну від мегарців в той час не надто переймалися політикою, сприйняли творчість поета не дуже приязно. Лише згодом досвід Сусаріона був використаний його наступниками для створення аттичної комедії класичної доби.
Помер не раніше 556 року до н. е.
Тексти комедій Сусаріона до нашого часу не дійшли, якщо не рахувати окремих речень, цитованих іншими авторами.